# Issa Kaboré
Issa Kaboré (ur. 12 maja 2001 w Bobo-Dioulasso) – burkiński piłkarz, występujący na pozycji obrońcy w niemieckim klubie Weder Brema, do którego jest wypożyczony z Manchesteru City, reprezentant Burkiny Faso. 
Wychowanek Rahimo FC, w trakcie swojej kariery grał także w takich zespołach, jak Rahimo FC, Mechelen, Troyes AC i Olympique Marsylia.